# Anselmo Borges
Anselmo da Silva Borges (Paus, Resende, 20 de Julho de 1944) é um padre católico, professor universitário e ensaísta português.

## Biografia
É doutor em Filosofia pela Universidade de Coimbra, sendo professor da Faculdade de Letras desta Universidade. É padre da Sociedade Missionária da Boa Nova, tendo sido ordenado em Fátima, em 15 de Agosto de 1967, após frequentar os Seminários de Tomar (Convento de Cristo), de Cernache de Bonjardim e de Cucujães.
Frequentou a Universidade Gregoriana de Roma, onde obteve a licenciatura canónica em Teologia Dogmática, e estudou Ciências Sociais na École des Hautes Études en Sciences Sociales, em Paris, e Filosofia nas Universidades de Coimbra e Tubinga.
Leccionou Filosofia e Teologia na Universidade Católica Portuguesa e no Seminário Maior de Maputo. Como docente de Filosofia da Faculdade de Letras da Universidade de Coimbra, regeu nos últimos anos, entre outras, as cadeiras de Antropologia Filosófica e Filosofia da Religião e Ética e orientou um Seminário sobre Mulheres e Religiões. Integrou também o corpo docente do Programa Doutoral em Neurociências Clínicas, Neuropsiquiatria e Saúde Mental da Faculdade de Medicina da Universidade do Porto.
Anselmo Borges tem produzido, em jornais, rádio e televisão, colóquios e outros fóruns, uma vasta reflexão sobre a actualidade e o rumo do nosso tempo, assim como sobre o confronto entre a fé e o mundo contemporâneo, tendo-se destacado como uma voz crítica de muitas das posições, normas e orientações da Igreja Católica. O diálogo inter-religioso e o apelo ao regresso ao essencial do Evangelho constituem ideias-chave do seu percurso.
A frontalidade do seu pensamento começou por se afirmar nas décadas de sessenta e setenta do século vinte como orador e animador nas consagradas “Semanas Nacionais de Estudos Missionários”, que se constituíram, pela qualidade e novidade dos respectivos intervenientes nacionais e estrangeiros, como um grande espaço de debate e fonte para uma melhor leitura dos acontecimentos e das transformações de então. Estes debates, com outro figurino, têm prosseguido, nos últimos anos, com a realização dos colóquios Igreja Em Diálogo, por si organizados, que se têm afirmado como um espaço de liberdade, sem temas tabu.
Foi-lhe atribuída a Medalha de Ouro de Honra do Município de Resende pelos seus contributos na formação do pensamento contemporâneo, como consta na proposta de concessão.
É colunista do Diário de Notícias sobre temas religiosos.

## Algumas obras publicadas
- Do Mesmo ao Diferente: Questões deste tempo. Porto, Figueirinhas, 1987
- Janela do (In)visível. Campo das Letras, Lisboa, 2001
- Religião – Opressão ou Libertação?. Lisboa, Campo das Letras, 2004
- Dicionário de Mitos. Lisboa, Campo das Letras, 2005
- Deus no século XXI e o futuro do cristianismo. Lisboa, Campo das Letras, 2007
- A Bíblia em Citações. Lisboa, Oficina do Livro, 2007
- Janela do (Inf)finito. Lisboa, Campo das Letras, 2008
- Religião e Diálogo Inter-Religioso, Coimbra, Imprensa da Universidade, 2010
- Declaração dos Direitos da Mulher (com Isabel Caldeira). Funchal, Nova Delphi, 2010
- E Deus Criou a Mulher (com Isabel Caldeira). Funchal, Nova Delphi, 2011
- Deus e Sentido da Existência. Lisboa, Gradiva, 2011
- Corpo e Transcendência. Coimbra, Almedina, 2011
- As Três Religiões do Livro (com João Gouveia Monteiro). Coimbra, Imprensa da Universidade, 2012
- Quem Foi/Quem É Jesus Cristo? (coord.). Lisboa, Gradiva, 2013
- Deus Ainda Tem Futuro? (coord.). Lisboa, Gradiva, 2014
- Conversas com Anselmo Borges, Lisboa, Gradiva, 2019